# Programas transmitidos pela Disney Channel América Latina
Esta é uma lista das séries transmitidas pela Disney Channel América Latina . Várias dessas séries foram transmitidos canal, mas foram então eliminadose gradualmente para dar lugar a mais nova série para o público adolescente.
| Disney Channel Original Series (Live-action)        | Disney Channel Original Series (Live-action) | Disney Channel Original Series (Live-action) | Disney Channel Original Series (Live-action) | Disney Channel Original Series (Live-action) |           |
| Ano                                                 | Série                                        | Temporada no ar                              | País                                         | Dublagem a cargo de                          |           |
| --------------------------------------------------- | -------------------------------------------- | -------------------------------------------- | -------------------------------------------- | -------------------------------------------- | --------- |
| 2017                                                | A Casa da Raven                              | Primeira Temporada                           | Estados Unidos                               | México                                       |           |
| 2017                                                | Andi Mack                                    | Segunda Temporada                            | Estados Unidos                               | Argentina · México                           |           |
| 2016                                                | Bizaardvark                                  | Segunda Temporada                            | Estados Unidos                               | Argentina · México                           |           |
| 2016                                                | A Irmã do Meio                               | Terceira Temporada                           | Estados Unidos                               | Argentina · México                           |           |
| 2015                                                | Acampados                                    | Segunda Temporada                            | Estados Unidos                               | Argentina · México                           |           |
| 2015                                                | Agente K.C.                                  | Terceira Temporada                           | Estados Unidos                               | Argentina · México                           |           |
| 2013                                                | Liv e Maddie                                 | Repetições (finalizada)                      | Estados Unidos                               | Argentina                                    |           |
| Disney Channel Original Series (Animação)           |                                              |                                              |                                              |                                              |           |
| Ano                                                 | Série                                        | Temporada no ar                              | País                                         | Dublagem a cargo de                          |           |
| 2017                                                | DuckTales                                    | Primeira Temporada                           | Estados Unidos                               | México                                       |           |
| 2017                                                | Enrolados Outra Vez                          | Primeira Temporada                           | Estados Unidos                               | México                                       |           |
| 2016                                                | Elena de Avalor                              | Segunda Temporada                            | Estados Unidos                               | México                                       |           |
| 2012                                                | Gravity Falls: Um Verão de Mistérios         | Repetições (finalizada)                      | Estados Unidos                               | Argentina                                    |           |
| Produções Originais do Disney Channel Latinoamérica |                                              |                                              |                                              |                                              |           |
| Ano                                                 | Série                                        | Temporada no ar                              | País                                         | Dublagem a cargo de                          |           |
| 2017                                                | Juacas                                       | Segunda Temporada                            | Brasil                                       | México                                       |           |
| 2016                                                | Soy Luna                                     | Terceira Temporada                           | Argentina                                    | Argentina                                    |           |
| 2014                                                | Pijama Party                                 | Terceira Temporada                           | Segunda Temporada                            | Argentina                                    | Argentina |
| 2000                                                | Disney Planet                                | Durante os comerciais                        | Argentina · México                           | Argentina · México                           | Argentina |
| Séries não produzidas pela Disney                   |                                              |                                              |                                              |                                              |           |
| Año                                                 | Serie                                        | Tempora no ar                                | País                                         | Doblaje a cargo de                           |           |
| 2017                                                | Hotel Transylvania                           | Primeira Temporada                           | Canadá                                       | México                                       |           |
| 2015                                                | Miraculous: As Aventuras de Ladybug          | Segunda Temporada                            | França                                       | México                                       |           |
| Disney Channel Original Movies (Recentes)           |                                              |                                              |                                              |                                              |           |
| Ano                                                 | Filme                                        | Estreia em                                   | País                                         | Dublagem a cardo de                          |           |
| 2017                                                | Descendentes 2                               | 20 de agosto de 2017                         | Estados Unidos                               | Argentina · México                           |           |
| 2018                                                | Zombies                                      | 8 de abril de 2018                           | Estados Unidos                               | México                                       |           |